# Maria Margarida Catalão Almiro e Castro
Maria Margarida Catalão Almiro e Castro é uma cientista portuguesa.
Professora auxiliar no Departamento de bioquímica da Faculdade de Ciências e Tecnologia da Universidade de Coimbra, tem-se dedicado nos últimos anos à investigação.
Juntamente com outros investigadores estuda a possibilidade do uso do metal vanádio como substituto oral da insulina.